# Худяков, Всеволод Игоревич
Всеволод Игоревич Худяков (род. 8 февраля 1989, Хабаровск) — российский марафонец и сверхмарафонец, трехкратный чемпион России по бегу на 100 км (2009, 2012, 2018), мастер спорта России, председатель комиссии по сверхмарафонскому бегу России.

## Биография
Проживает в Москве, выпускник МИИТ (2016), выступает за РФСО «Локомотив».

## Спортивная карьера
Выступает в широком диапазоне беговых дистанций, от бега на 3000 метров до суточного, но основной специализацией является бег на 100 километров.
12 лет (с 2009 года по настоящее время) является членом сборной команды России по лёгкой атлетике.
Многократный участник чемпионатов мира и Европы по бегу на 100 км (2010, 2011, 2012, 2015).

### Бег на 100 км
Четыре раза, в 2008—2011 годах, принимал участие в известном 100 километровом забеге в Италии «100 km del Passatore».
31 мая 2008 года установил на нём высшее европейское достижение в возрастной группе до 20 лет по бегу на 100 км — 7:06.23.
Трехкратный чемпион России по бегу на 100 км:
- 19 апреля 2009 года с результатом 6:47.59 в городе Пущино, Московская область.
- 17 февраля 2012 года с результатом 7:05.03 в Москве.
- 9 сентября 2018 года с результатом 6:47.47 в Санкт-Петербурге.

12 сентября 2015 года на чемпионате мира и Европы по бегу на 100 км с личным рекордом 6:43.13 занял 7 место.

## Результаты

### Соревнования
- 2008:
  -  Кубок России по суточному бегу «Испытай себя» — 232,500 км
- 2009:
  -  6-ти часовой сверхмарафон «Ночь Москвы» на кубок «Пассаторе» — 85,359 км
  -  Чемпионат России по бегу на 100 км — 6:47.59
  -  Чемпионат Италии «100 km del Passatore»[итал.] — 7:19.16
  -  2. 12-Stundenlauf Aare-Insel Brugg — 151,557 км
- 2010:
  -  Первенство России среди молодёжи по марафону — 2:18.57
  -  Чемпионат Латвии и Литвы «Ultramaratonas 100 km» — 6:51.50
  -  Чемпионат Нидерландов «Run Winschoten»[нидерл.] — 7:16.46
  -  Achil’87 Beekse Marathon — 2:28.38
- 2011:
  -  Чемпионат России по марафону — 2:16.23
  -  Первенство России среди молодёжи по марафону — 2:16.23
  -  Чемпионат Италии «100 km del Passatore»[итал.] — 7:01.47
  -  Laguna Phuket International Marathon «Run Paradise» — 2:33.51.
  -  Чемпионат Европы по бегу на 100 км (командный зачёт) — 7:26.14[уточнить]
- 2012:
  -  6-ти чамарафон «Ночь Москвы» на кубок «Пассаторе» — 87,077 км
  -  Чемпионат России по бегу на 100 км в помещении — 7:05.03
- 2014:
  -  Чемпионат мира среди железнодорожников Metropolmarathon Fürth — 2:26.26
- 2018:
  -  Чемпионат России по бегу на 100 км — 6:47.47
  -  Чемпионат мира среди железнодорожников Pražský maraton ve Stromovce — 2:24.49

### Рекорды
06/07 сентября 2008 года на забеге «Испытай себя» установил высшее мировое достижение в возрастной группе до 20 лет по 24-часовому бегу — 232,500 км.

#### Личные рекорды
- 1500 м: 4.10,2 Хабаровск, Россия, 13.04.2007.
- 3000 м: 8.42,58 Москва, Россия, 25.05.2016.
- 5000 м: 15.15,9 Владивосток, Россия, 03.06.2007.
- 10 000 м: 31.10,2 Владивосток, Россия, 02.06.2007.
- Полумарафон: 1:06.41, Исаково, Московская область, Россия, 05.06.2010.
- Марафон: 2:16.23, Чемпионат России по марафону, Москва, Россия, 14.05.2011.
- 6-часовой бег: 87,077 км, Москва, Россия, 17/18.02.2012.
- 100 км: 6:43.13, Винсхотен[нидерл.], Нидерланды, 12.09.2015.
- 12-часовой бег: 151,557 км, Брюгг, Швейцария, 26/27.09.2009.
- 24-часовой бег: 232,500 км, Санкт-Петербург, Россия, 06/07.09.2008.

## Тренер
С 2008 года занимается тренерской работой со спортсменами-любителями.

### Ученики
- Дмитрий Ерохин — российский сверхмарафонец.
- Александр Ромашкин — российский сверхмарафонец, чемпион Москвы по 6-часовому бегу (2017).
- Юрий Галкин — российский сверхмарафонец.
- Сергей Якимов — российский сверхмарафонец, МСМК, серебряный призёр чемпионата России по суточному бегу (267,616 км, май 2022).